# Stazione di Silvi
La stazione di Silvi è una stazione ferroviaria della ferrovia Adriatica a servizio della località balneare di Silvi Marina.

## Strutture e impianti
L'impianto, gestito da Rete Ferroviaria Italiana (RFI), dispone di due binari per il servizio passeggeri cui se ne aggiungeva in origine un terzo, tronco, dismesso e scollegato dagli altri binari.
Il fabbricato viaggiatori è dotato di una sala d'attesa e di una caffetteria-pizzeria; al piano superiore sono presenti gli alloggi per il personale ferroviario.

## Movimento
Tutti i treni che fermano in stazione sono di tipo regionale, gestiti da Trenitalia e Trasporto Unico Abruzzese per conto della Regione Abruzzo.

## Servizi
La stazione dispone di:
- Biglietteria automatica
- Sala d'attesa
- Bar-Pizzeria

## Interscambi
La stazione è connessa con:
- Fermata autolinee urbane e interurbane